# لاكلان فيتزغيبون
لاكلان فيتزغيبون (بالإنجليزية: Lachlan Fitzgibbon)‏ هو لاعب الرغبي ‏ أسترالي، ولد في 5 يناير 1994 في North Sydney ‏ في أستراليا.